# Arboreto Los Cuadros de Sierra Espuña

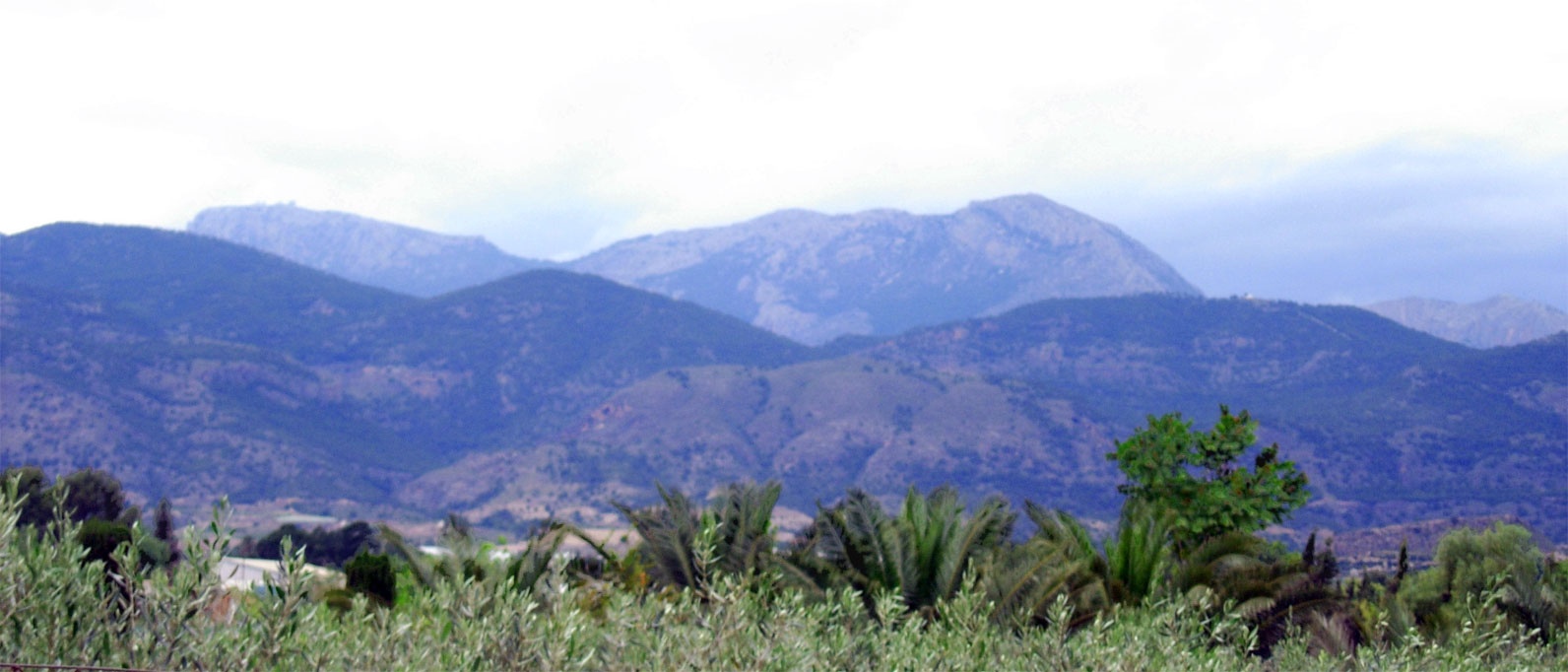
Vista de Sierra Espuña

El arboreto Los Cuadros de Sierra Espuña es un arboreto en fase de ejecución que se encuentra en la Región de Murcia, España.

## Localización
Se encuentra localizado en el antiguo vivero de Los Cuadros, situado en el interior del parque natural de la Sierra Espuña, Región de Murcia.

## Historia
Por iniciativa del GENMEDOC (recursos GENéticos del MEDiterráneo OCcidental), que tiene su cabeza de fila en el CIEF (Centro de  Investigación y Experimentación Forestal) de la Comunidad Valenciana, se vio la necesidad de tener un espacio en la Región de Murcia en el que se puedan identificar, catalogar, investigar, y preservar los endemismos que se encuentran en esta zona. 
En junio de 2006 se liberaron los fondos para comenzar su ejecución en el antiguo vivero forestal Los Cuadros situado en la Sierra Espuña.

## Colecciones
La colecciones que se están configurando aparte de las colecciones de árboles y arbustos de la zona, estará enfocado en:
- La identificación y cultivo de todos los endemismos de la Región de Murcia.
- Banco de germoplasma con proyecto de intercambio de material genético con otros centros.